# Jan Fridrich Schwarzbursko-Rudolstadtský
Jan Fridrich Schwarzbursko-Rudolstadtský (8. ledna 1721, Rudolstadt – 10. července 1767, tamtéž) byl kníže ze Schwarzburgu-Rudolstadtu.

## Život
Narodil se 8. ledna 1721 v Rudolstadtu jako syn knížete Fridricha Antona Schwarzbursko-Rudolstadtského a Žofie Vilemíny Sasko-Kobursko-Saalfeldské.
V letech 1738–1742 podnikl kavalírskou cestu. Navštěvoval přednášky teologie na Štrasburské univerzitě a matematiky a fyziky na univerzitě v Utrechtu. Během cesty se setkal s myšlenkami osvícenství.
Roku 1742 zastupoval svého otce na korunovaci císaře Karla VII. Bavorského.
Roku 1744 převzal knížecí stolec. Pokračoval ve stavebním projektu zámku Heidecksburg a obnovil zde sbírku not.
Roku 1746 založil teologický seminář a podpořil založení rozsáhlé veřejné knihovny. Ke stávající sbírce přidal svou soukromou knihovnu a od roku 1751 do ní jednou týdně umožnil přístup široké veřejnosti.
Dne 4. října 1760 udělil licenci na provozování porcelánky Georgu Heinrichu Macheleidovi. Sám kníže působil jako ředitel této společnosti, která dodnes existuje pod názvem Aelteste Volkstedter Porzellanmanufaktur.
Zemřel 10. července 1767.
Neměl mužského dědice, a proto se jeho nástupcem stal jeho strýc Ludvík Günther II. Schwarzbursko-Rudolstadtský.

## Manželství a potomci
Dne 19. listopadu 1744 se oženil s princeznou Bernardinou Kristýnou Sasko-Výmarsko-Eisenašskou, dcerou vévody Arnošta Augusta I. Měli spolu šest dětí:
- princezna Frederika Žofie Augusta (1745–1778)
  - ⚭ princ Fridrich Karel Schwarzbursko-Rudolstadtský (1736-1793)
- dcera (1746-1746)
- syn (1747-1747)
- princezna Žofie Ernestina (1749-1754)
- princezna Henrietta Šarlota (1752-1756)